# Stormramp van 1925

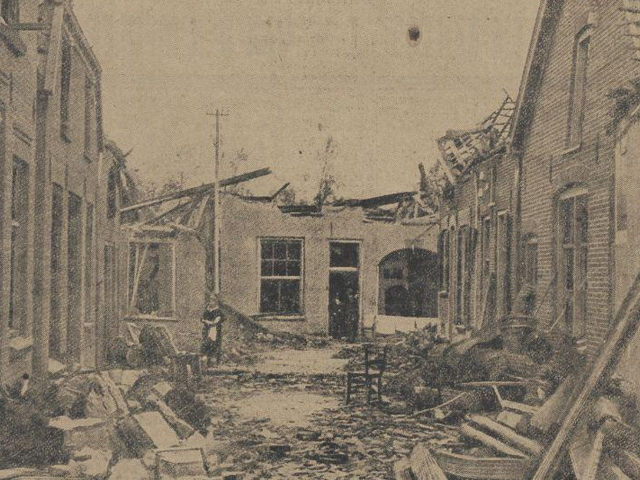
Schade

De stormramp van 1925, ook bekend als cycloon van Borculo of stormramp van Borculo, betreft het noodweer dat in Nederland in de namiddag en vroege avond van 10 augustus 1925 van zuidwest naar noordoost over Brabant, via Nijmegen, de Liemers en de Achterhoek naar Twente en uiteindelijk Duitsland trok.
In Brabant werden de dorpen/buurtschappen Zeeland, Graspeel, Langenboom, Trent, Oventje en Escharen (praktisch) verwoest door een van de tornado's die op deze dag gezien werden. Het buiencomplex, dat hoogstwaarschijnlijk een supercel bevatte, trok een schadespoor van soms enkele kilometers breed langs Grave, deels over Heumen en Malden, Millingen a/d Rijn, Dijk bij Didam, Doetinchem, Ruurlo, Borculo en Neede. Het complex trok vervolgens noordoostwaarts. Van alle plaatsen werd Borculo het zwaarst getroffen. Er vielen in totaal 4 doden en 80 gewonden.

## Ooggetuigenverslagen duiden op één of meerdere tornado's

Route van de storm

Volgens ooggetuigenverslagen vanuit meerdere plaatsen was er duidelijk sprake van een tornado.
De avondeditie van Het Vaderland schreef een dag na de ramp: "Het hevige noodweer heeft gisteravond de buurtschap Dijk nabij Didam eveneens ernstig geteisterd. De bewoners van deze buurtschap zagen plotseling een hoge grijze zuil, welke steeds nader kwam, en welke op haar weg alles meesleurde. Niet minder dan elf woningen werden vernield. Een man en een vrouw werden tientallen meters weggeslingerd."
De avondeditie van de Nieuwe Rotterdamsche Courant schreef: "Gisteravond heeft zich in de omgeving van Didam een noodweer ontlast, zooals zelden in ons land is voorgekomen. Tegen halfzeven kwam de bui uit het Zuiden aanzetten. Een hevig onweer, gepaard met een slagregen, was de inleiding. Daarna kwam een stevige wind opzetten, die allengs in kracht toenam. Plotseling bemerkten de verschrikte bewoners van Didam, dat van de Zuidzijde, van den kant van de Babbericher Allee, een hoos kwam aanzetten, een wervelwind, die met geweldige kracht alles wat hij op zijn weg tegenkwam, in het rond smeet."
Wat zich tegen de klok van 19 uur op 10 augustus 1925 in Borculo precies heeft afgespeeld is nog altijd een punt van discussie. Mogelijk was het een F4 tornado.

## Na de ramp

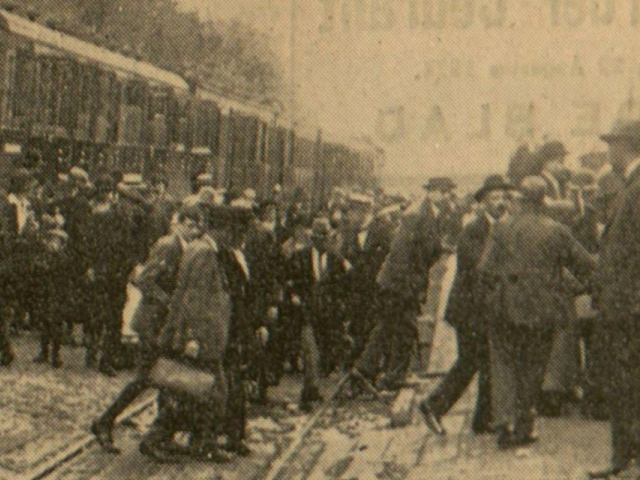
Ramptoerisme, het arriveren van volgeladen treinen te Borculo

De gevolgen van het noodweer waren aanleiding voor een grote stroom ramptoeristen. Mensen uit het hele land trokken naar de Achterhoek en veroorzaakten daarbij files, een onbekend fenomeen nog in die tijd. Er waren zelfs betaalde busreizen naar Borculo voor ramptoeristen. Geschat wordt dat er in twee weken tijd een half miljoen kijkers op de ramp afkwamen.
Uit diverse schadefondsen werd 3 miljoen gulden uitgekeerd om de gevolgen van de ramp tegemoet te komen; 2,2 miljoen hiervan ging naar Borculo. In het Achterhoekse stadje waren 750 huizen beschadigd, 240 daarvan zo ernstig dat ze als verloren moesten worden beschouwd. Er werden 2000 mensen dakloos.
Het nabijgelegen Neede werd nog geen twee jaar later, op 1 juni 1927, getroffen door een vermoedelijk nog krachtigere tornado tijdens de stormramp van 1927. De omvang van het schadespoor was echter veel beperkter, zowel in de lengte als in de breedte, doordat deze tornado precies tussen de dorpen doorliep.

## Nagedachtenis

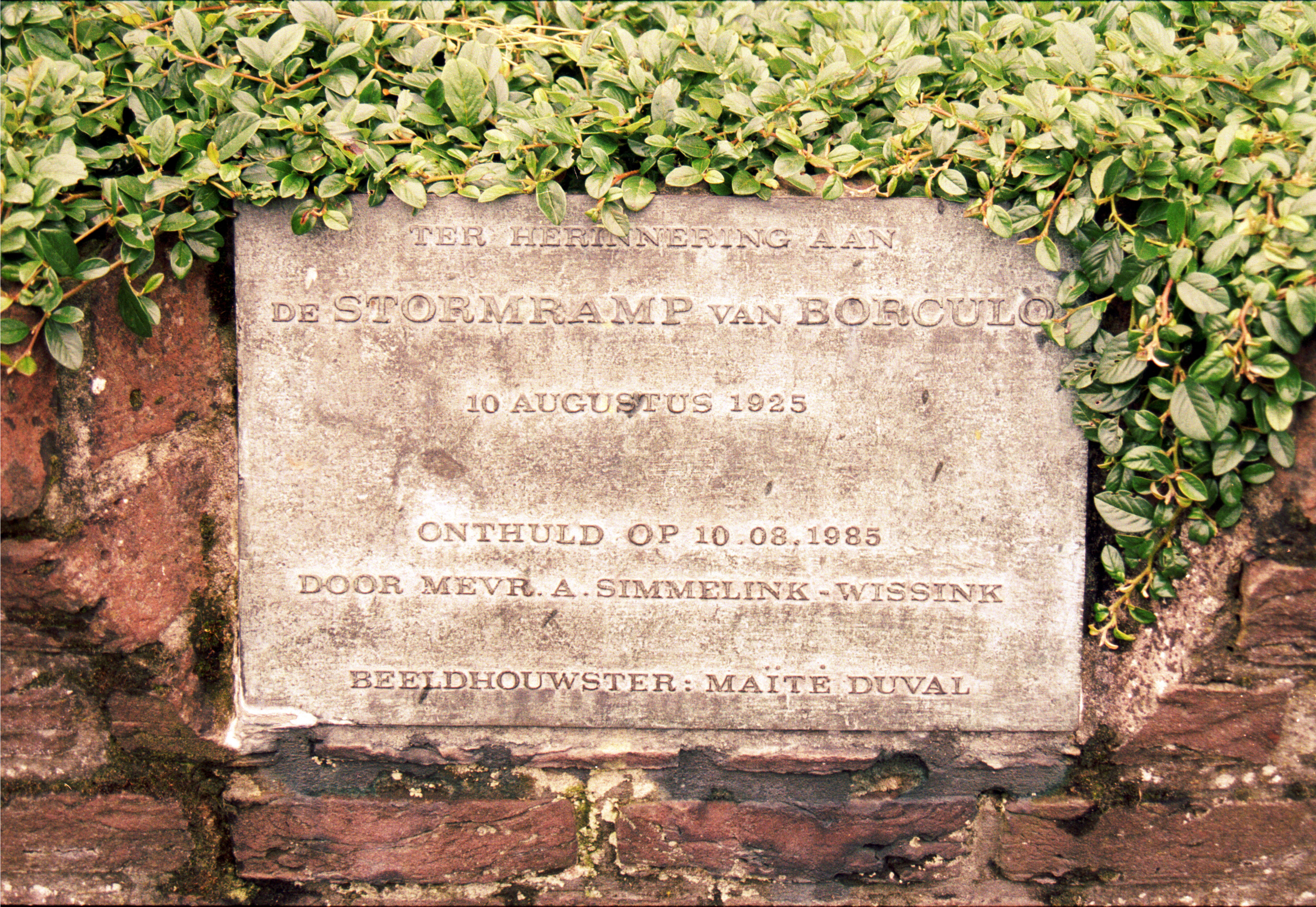
Plaquette bij het monument

In Borculo bevindt zich een Stormrampmuseum, later het Brandweer- en Stormrampenmuseum, met veel foto's en andere documentatie over deze rampdag, en een monument van Maïté Duval dat op 10 augustus 1985 werd onthuld. Ook is er een monument met een plaquette.

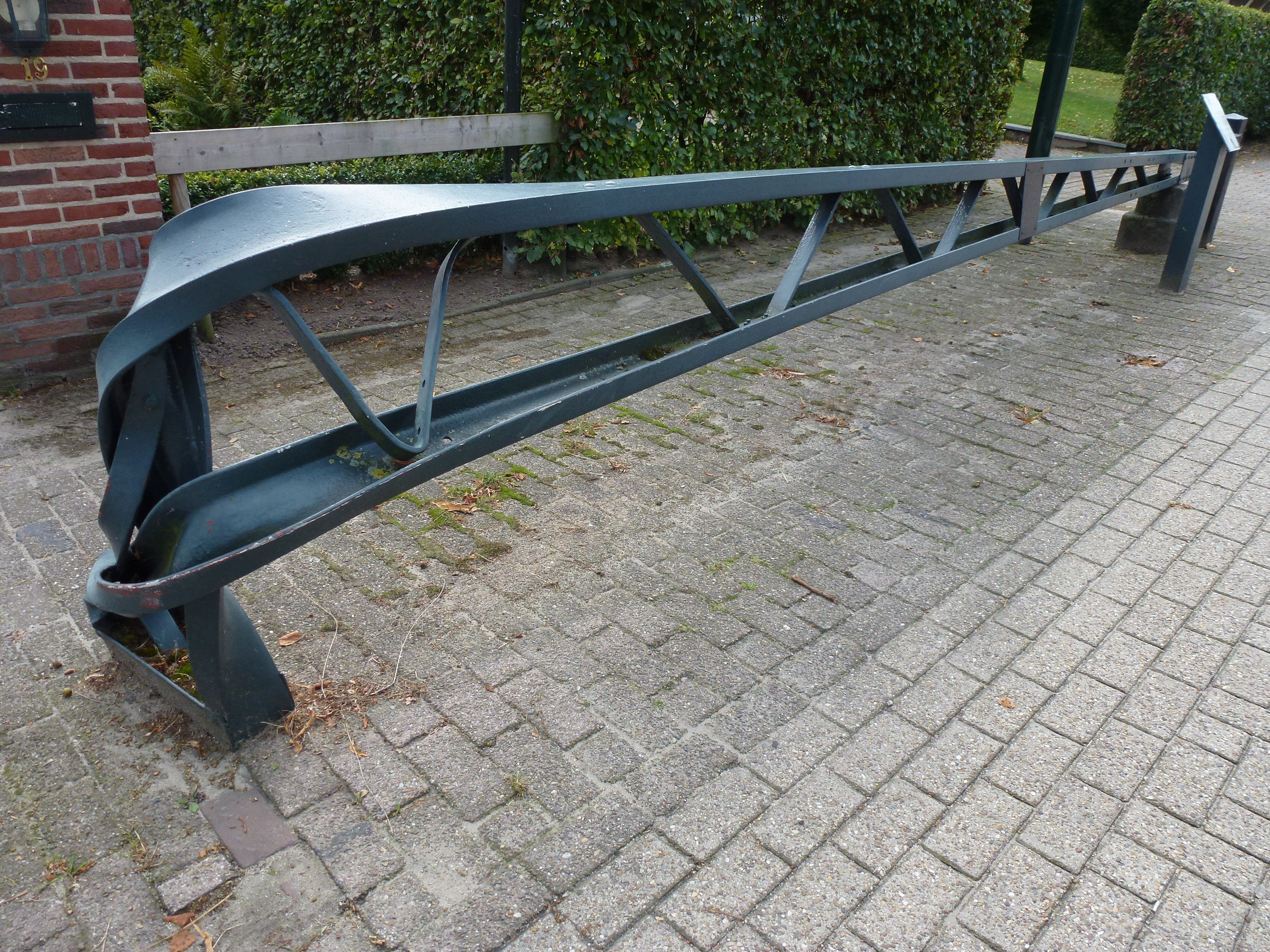
Gemeentelijk monument in Oventje

In Langenboom in de gemeente Land van Cuijk is ter herinnering aan de stormramp een Tornadotuin ingericht, een wervelwind-spiraal van haagbeuken. In Oventje in de gemeente Maashorst bevindt zich nog een lantaarnpaal die werd geknakt door de stormramp. Deze heeft de status van gemeentelijk monument.